# Microfabrication

La « plus petite sculpture du monde », micro-autoportrait de l'artiste plasticien Michel Paysant imprimé en 3D avec une machine utilisant la technique de polymérisation à deux photons.

La microfabrication est l'ensemble des techniques de fabrication permettant de produire des dispositifs avec des structures de l'ordre du micromètre et en dessous.
En général on distingue les techniques de microélectronique et ses dérivés, utilisés par exemple pour la fabrication des puces électroniques, des microsystèmes et des diodes laser, et les autres techniques dérivant des techniques d'usinage traditionnelles.
Pour les techniques de fabrication dérivant de la microélectronique, des plaquettes de silicium sont généralement utilisés comme substrat. On structure ensuite le dispositif par une succession d'étapes de dépôt et de mise en forme par photolithographie et gravure sèche ou humide.
Certaines entreprises, comme Alvéole (entreprise), utilisent la photolithographie sur des résines photosensibles (exemple : SU-8) pour créer des microstructures. 
Depuis le début des années 2000, la technique de polymérisation à deux photons permet à des chercheurs puis des entreprises de développer des machines de microfabrication 3D permettant de réaliser des structures d'une très grande complexité
Les principales spécificités des techniques de microsystèmes, comparées à la microélectronique, sont liées à la réalisation de parties mobiles, donc relativement détachées du substrat, ce qui s'obtient généralement par recours à une couche sacrificielle.